# モンすたージオ
モンすたージオは、2004年5月3日から2008年9月30日までポニーキャニオンが制作し、キッズステーション及び一部の独立UHF放送局で放送されていた子供向け番組のことで、正式番組名は『WHY WHY KIDS♪モンすたージオ』。前番組の『けんたろうとミクのワイワイキッズ!』シリーズから一部のコーナーを引き継ぐ形で放送されていた。

## 番組概要
七田チャイルドアカデミー（本社:大阪市）・七田眞校長の監修の下、右脳をモットーに放送されている。また、前番組のけんたろうとミクのワイワイキッズから引き継ぎ、モンスターソングも放送されており、ショッピングセンターや百貨店・遊園地などでの公開録画の模様も放映されていた。

## 前身番組
けんたろうとミクのワイワイキッズ
1999年4月から2005年4月の再放送（再放送はキッズステーションと、とちぎテレビのみ。）まで放送していた子供向けバラエティ番組。おかあさんといっしょの元歌のおにいさん、速水けんたろうと英語であそぼの元お姉さん、羽生未来が番組MCを担当していた。

## コーナー内容
ドレミファどーれ
ドレミを体で表現し、聞こえる音でそれぞれ指示が出る。その出された指示の通りに動いて遊ぶコーナー。
あれどこクルリン
表示される絵を当てるトレーニングコーナー。
かくれんぼゲーム
隠れている絵を当てるコーナー。
右脳イメージトレーニング
動物名や英語、都道府県名などを覚えるコーナー。梶裕貴がまだ有名になる前、『てんきんぐ』と『もくぜき』の2役で出演していた。
こいぬぐんだん
あさをゆうじ原作。いろんな犬が大騒動を巻き起こすお話。CGアニメ。けんたろうとミクのワイワイキッズから引き継いで放送された。
モンスターソング・あそびうた
同じくワイワイキッズから引き継いで、放送されていた。一部公開録画の模様も放映。
くだもの20
同じ果物を2つ当てるゲームコーナー。
トミカ王国物語
タカラトミーから発売中の大人気の車のおもちゃ、トミカのコーナー。

## 出演者
- 篠原ともえ（ともえ） - MC
- 田村圭生（ケイ）
- 伴美幸（ミュウ）
- 大崎望絵（モエモ）
- 喜多村英梨（エリィ）
- 桐江杏奈（アンナ）
- 叶姉妹（ココとミカリン）

### キャラクター
- モコ
- チョコ
- キキまる（声：こんのゆり）
- ピンクミク（声：羽生未来）（2005年2月22日に逝去）

### その他
- 梶裕貴
- 喜多村英梨
- 田村圭
- 羽生未来

## 主題歌
- OP「モンスターが最高！」
  - 歌：喜多村英梨
- ED「エンジェル」
  - 歌：喜多村英梨

## 映像商品
- いっしょにうたおう 最新ベスト Hello!（2004年9月29日）
- いっしょにうたおう 最新ベスト 青空のらくがき（2005年7月6日）

## CD
- 2005年7月6日／いっしょにうたおう 最新ベスト 青空のらくがき
- 2005年9月21日／いっしょにうたおう モンすたベスト 世界こども地球ファンクラブ